# 汽水域
汽水域（きすいいき）とは、河川・湖沼および沿海などの水域のうち、汽水（brackish water）が占める区域である。漢字の「汽」は「水気を帯びた」という意味を含み、「汽水」は淡水と海水が混在した状態の液体を指す用語である。
一般には川が海に淡水を注ぎ入れている河口部がこれにあたる。深く入り込んだ湾などでもそれに近い状態があり、干潟の陸よりの部分は汽水域に入る。
| 呼称   | 濃度        |
| ------ | ----------- |
| 淡水   | < 0.05%     |
| 汽水   | 0.05 - 3.0% |
| 食塩水 | 3.0 - 5.0%  |
| 塩水   | > 5.0%      |

## 構造
海水面は潮の干満によって変動するため、満潮時には海水は河口をさかのぼり、干潮時には淡水がより下流まで流れ込む。この両者の影響を受ける範囲が汽水域である。浅い部分は干潟となる。河口付近では河川の上流から流れ込んだ淡水が上層にあり、その下に海水があるという二層構造になっており、これを塩水くさびと言う。
一般に、河口では流速が遅くなるため、底質は砂泥であることが多く、有機物の堆積も多い。その分解によって、泥の内部では嫌気的条件での分解が進み、悪臭を放つ。しかし、このような有機物の堆積と分解のため、その面積内での生産量以上に多くの生物を養うことができる。また、これらの現象は、自然の浄化作用の重要な要素であり、汽水域はその点で大きな働きを持っている。

## 生物相
汽水域に生息する生物には塩分濃度の変化に耐性をもつものが多く、独特の生物相を形成している。栄養が豊富で一次生産量が高いため、汽水域に依存していないように見える淡水性、沿岸性、外洋性の生物でも、幼年期、若齢期など一生のうちの一時期を汽水域で過ごすものがある。水温と密度に差があるため、淡水と海水はすぐには交わらず、層を成す事が多い。このため、水深と流水からの距離によって淡水海水の影響には差があり、生物の分布にも帯状分布が見られることが多い。淡水の側には湿地生の被子植物群落（ヨシなど）が、海側では低塩分に強い海藻が見られる。また、亜熱帯から熱帯ではマングローブ林が成立することも多い。

## 汽水域の分類と事例
汽水海
- 有明海

汽水湖
- 宍道湖
- 浜名湖
- サロマ湖
- パイヌール湖 (特殊な事例)

海跡湖
河口汽水域
塩分濃度の高い川
- 塩川